# Chemilli
Chemilli é uma comuna francesa na região administrativa da Normandia, no departamento Orne. Estende-se por uma área de 10,86 km². Em 2010 a comuna tinha 201 habitantes (densidade: 18,5 hab./km²).